# Gene Wiley
Gene Wiley, né le 12 novembre 1937 à Wichita (États-Unis), est un basketteur américain.

## Source
- (en) Cet article est partiellement ou en totalité issu de l’article de Wikipédia en anglais intitulé « Gene Wiley » (voir la liste des auteurs).